# Донской, Владимир Александрович
Влади́мир Алекса́ндрович Донско́й (8 октября (21 октября) 1903, Богородск, Московская губерния, Российская империя — 10 сентября 1954, Москва, РСФСР) — советский государственный деятель, народный комиссар заготовок СССР (1940—1941), входивший в состав особых троек НКВД СССР.

## Биография
Родился в семье чиновника. В 1913 г. окончил начальную школу в г. Богородск Московской губернии; в 1922 г. рабфак в г. Богородск.
В 1918—1919 гг. — делопроизводитель уездного исполкома г. Богородск.
В 1919—1921 гг. — в продовольственном отряде в селах Симбирской губернии.
В 1921 г. — курсант курсов милиционно-территориальных частей в Симбирске.
В 1922—1924 гг. — инструктор, заведующий политпросветом Богородского укома РКСМ.
В 1924—1927 гг. — заведующий подотделом религиозной пропаганды, инструктор Богородского укома ВКП(б).
В 1927—1928 гг. — инструктор, заместитель заведующего культотделом Богородского уездного профбюро.
В 1928—1930 гг. — заведующий Богородским отделением Госиздата и заместитель заведующего агитпропотделом Богородского укома ВКП(б).
В 1930—1931 гг. — заместитель секретаря и заведующий агитационно-массовым отделом Ногинского райкома ВКП(б) Московской области.
В 1931—1934 гг. — инструктор, помощник заведующего отделом руководящих партийных органов Московского горкома ВКП(б).
В 1934—1937 гг. помощник заведующего,
в 1937—1938 гг. — заместитель заведующего отделом руководящих партийных органов ЦК ВКП(б).
В 1938—1940 гг. — первый секретарь Хабаровского крайкома ВКП(б). Этот период отмечен вхождением в состав областной тройки, созданной по приказу НКВД СССР от 30.07.1937 № 00447 и участием в сталинских репрессиях.
В 1940—1941 гг. — народный комиссар заготовок СССР.
В 1941—1946 гг. — заместитель председателя Комиссии партийного контроля при ЦК ВКП(б).
Член РКП(б) с 1925 г. В 1939—1947 гг. — член ЦК ВКП(б). Депутат Верховного Совета РСФСР 1 созыва.
С 1946 г. на пенсии.